# Goldbüste des Mark Aurel

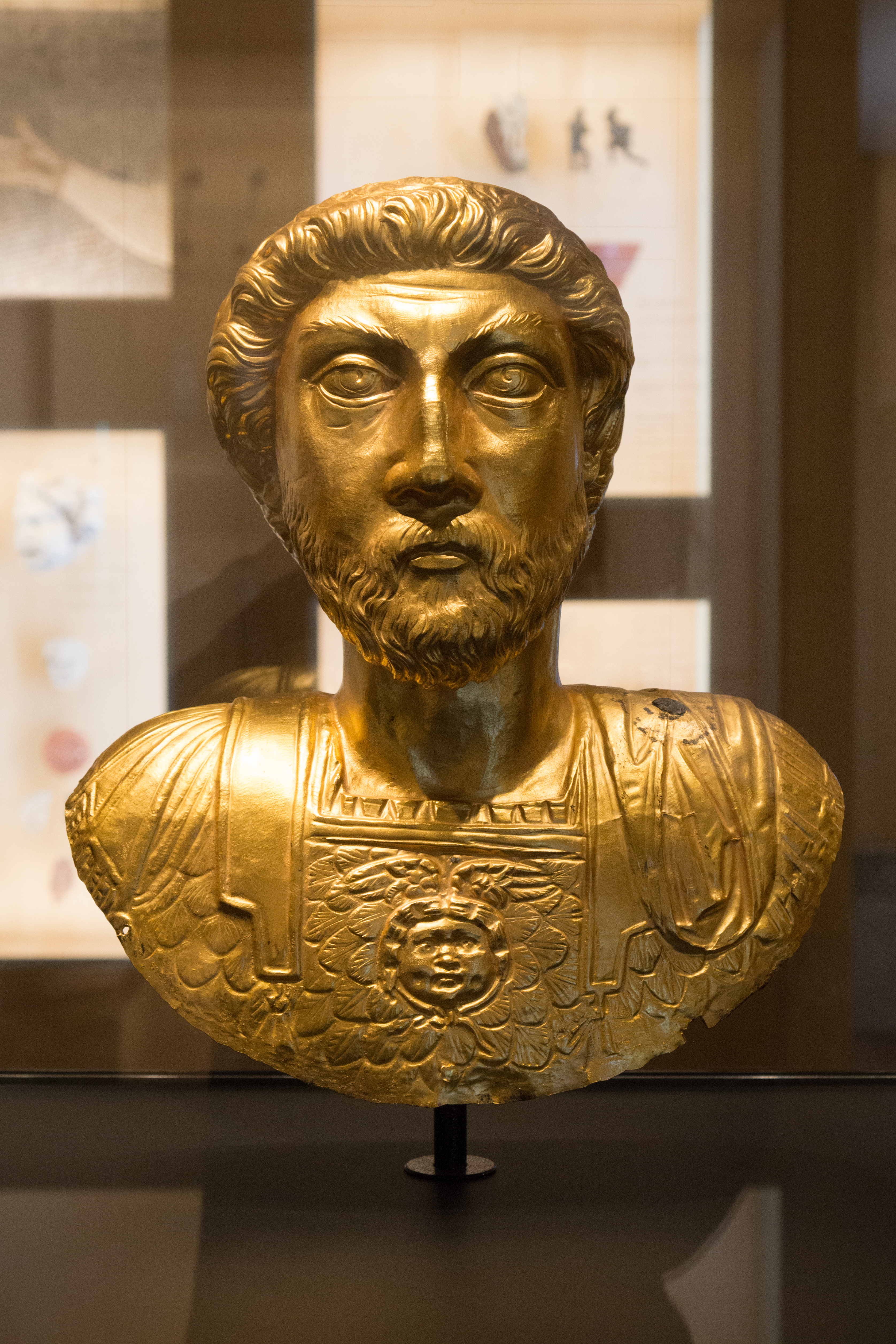
Die Goldbüste im Musée romain d’Avenches

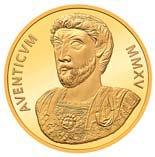
50-Franken-Goldmünze

Die Goldbüste des Mark Aurel ist eine Büste des römischen Kaisers Mark Aurel, der einen Schuppenpanzer (Lorica plumata) trägt. Sie wurde 1939 in der Schweiz gefunden und befindet sich heute aus Sicherheitsgründen in einem Tresor der Banque Cantonale Vaudoise, die Büste im Musée romain d’Avenches ist eine Kopie. Sie ist das größte erhaltene Bildnis eines römischen Kaisers aus Gold.

## Fundort und Fundgeschichte
Die Goldbüste wurde am 19. April 1939 auf dem Gebiet der antiken Stadt Aventicum, des heutigen Avenches in der Schweiz, gefunden. Sie befand sich in einer antiken Kanalisation unterhalb des Cigognier-Heiligtums und war relativ gut erhalten.

## Material und Masse

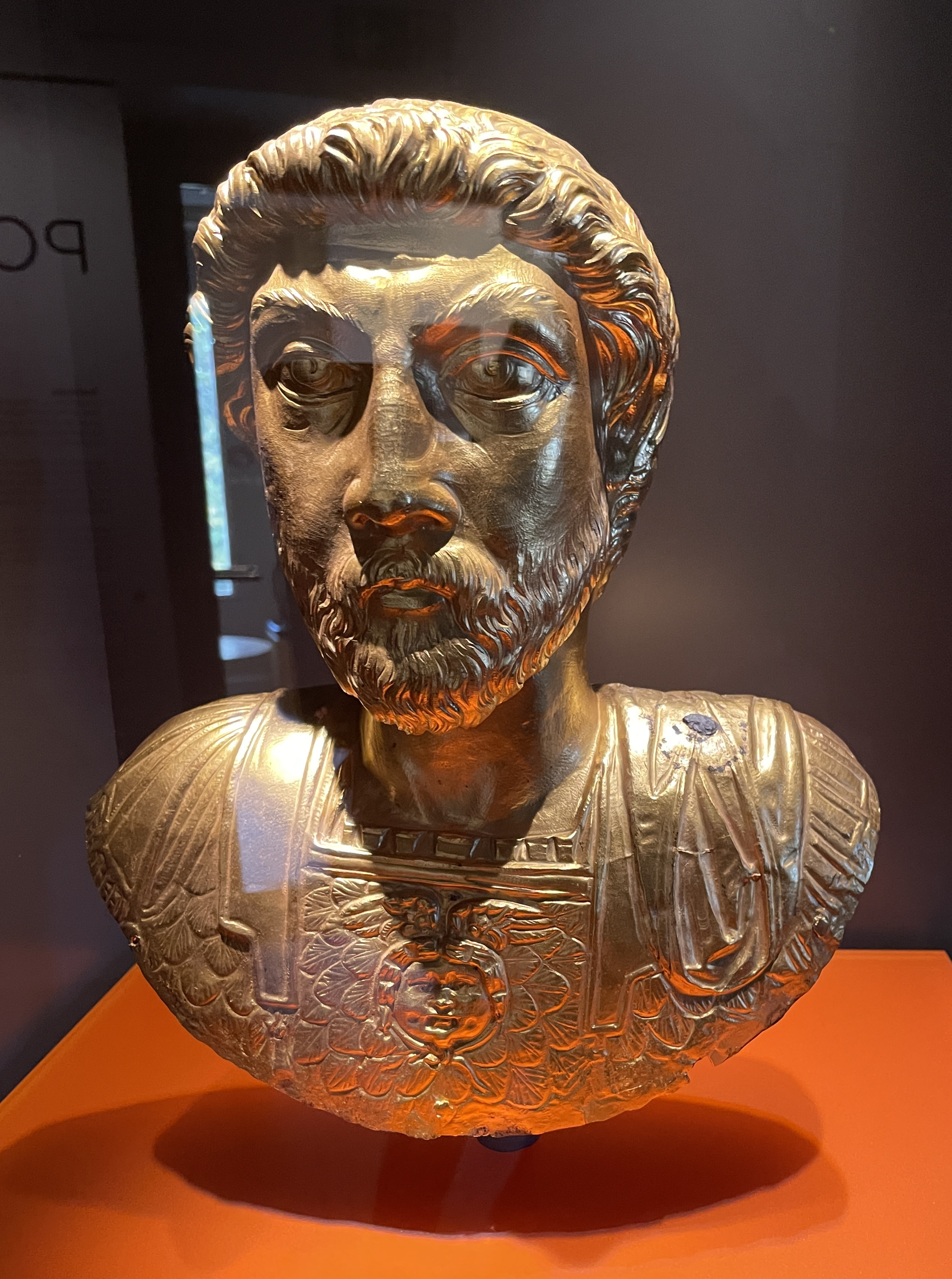
Goldbüste des Marc Aurel im Römischen Museum Avenches

Die Goldbüste des Mark Aurel ist das größte erhaltene Bildnis eines römischen Kaisers aus Gold; die Büste des Mark Aurel und die Goldbüste des Septimius Severus sind die beiden einzigen erhaltenen, größeren Büsten von römischen Kaisern, die aus Gold gefertigt sind.
Die Büste wurde durch einen Toreuten aus einer Scheibe Goldblech getrieben; sie wurde wahrscheinlich zwischen 176 und 180 n. Chr. gefertigt. Das Material besteht zu ca. 92 % aus Gold (22 Karat) sowie 2–3 % Silber und 2–3 % Kupfer. Die Gesamthöhe der Büste beträgt 33,5 cm, ihre Breite liegt bei 29,46 cm. Die Wandstärke beträgt 0,24–1,4 mm. Das Gewicht liegt bei 1,589 kg (dies entspricht fast fünf römischen Pfund). Zum Vergleich des damaligen Wertes und der Kaufkraft: das Gewicht entspricht ungefähr 219 Aurei mit einem Gewicht von jeweils 7,25 g, wobei im 2. Jahrhundert n. Chr. ein Pferd 16 Aurei kostete und ein Landgut 1300 Aurei.
Die Goldbüste wurde möglicherweise lokal oder in der Region angefertigt; im 2. Jahrhundert n. Chr. sind aus Aventicum zwei Goldschmiede namentlich bekannt. Aufgrund von stilistischen Merkmalen wird auch vermutet, dass es sich bei der Büste um eine Umarbeitung des Porträts eines früheren Kaisers handeln könnte.

## Funktion
Alle bekannten Kaiserbüsten aus Edelmetall stellen den jeweiligen Kaiser in Rüstung dar. Als Verwendungszweck dieser Büsten wurden vorgeschlagen, dass sie entweder als Kultbild, als offizielles Bildnis des Kaisers im öffentlichen Bereich, als Besitz eines lokalen Würdenträgers oder aber als Aufsatz eines Feldzeichen (imago militaris) dienten. Aufgrund des Fundortes im Cigognier-Heiligtum lässt sich für die Goldbüste des Mark Aurel eine Verwendung als Kultobjekt annehmen; es kann aber nicht ausgeschlossen werden, dass sie zuvor in der Armee genutzt wurde.
Möglicherweise war das Innere des Kopfes zur Stabilisierung mit einer leichten, organischen Masse gefüllt; in den Büstenteil war vermutlich ein angepasster und möglicherweise angeklebter Montagebock eingefügt, an dem dann z. B. die Stange eines Feldzeichens oder ein Sockel befestigt werden konnte.

## Darstellungen
Die Schweizer Münzprägeanstalt Swissmint gab am 7. Mai 2015 eine Goldmünze im Nennwert von 50 CHF mit dem Bild der Büste auf der Vorderseite heraus.